# Operativo Conjunto Chihuahua
El Operativo Conjunto Chihuahua es parte de la guerra contra el narcotráfico en México e inició actividades el 27 de marzo de 2008, con el envío de efectivos militares y federales, incluidas fuerzas especiales para tratar de desarticular a los cárteles Sinaloa, del Golfo y Los Zetas, los cuales estaban disputándose la ciudad con una violencia sin precedentes, los cuales asediaban la ciudad.
Este operativo fue visto por periodistas y expertos como un intento desesperado del gobierno de Felipe Calderón de intentar frenar la violencia creada por los carteles, así como el comienzo de la militarización en el país. También se observo el aumento de homicidios dolosos y atropellos contra la población durante la aplicación de este operativo.

## Antecedentes
El 1 de diciembre de 2006, el presidente Felipe Calderón asumió el cargo y declaró la guerra a los narcotraficantes. Se ordenó a las tropas y a las fuerzas de la Policía Federal que se trasladaran a zonas críticas donde operaban los cárteles de la droga, especialmente en Michoacán, Tamaulipas y Ciudad Juárez, en esta última ciudad, cerca de 2.500 elementos fueron llamados a actuar. El contexto social y económico en Ciudad Juárez era compleja, con una situación de desigualdad aguda y la ciudad había sido testigo de una serie de feminicidios sin resolver de trabajadoras de fábricas.

## Cronología

### 2008
El gobierno mexicano, bajo la presidencia de Felipe Calderón, decidió implementar el Operativo Conjunto Chihuahua como parte de su estrategia nacional contra el crimen organizado. Este operativo involucró el despliegue masivo de efectivos militares y policiales federales en la región. Uno de los primeros operativos exitosos fueron cuando tropas del Regimiento 20 de Caballería Motorizada que realizaban una misión de vigilancia en Ciudad Juárez allanaron una casa de seguridad perteneciente al Cártel de Juárez; en el allanamiento fueron detenidos 21 sospechosos y en la detención se incautaron una gran cantidad de drogas, armas, municiones, uniformes militares y policiales y tres vehículos. El 7 de marzo, se registró un enfrentamiento al poniente de Chihuahua entre sicarios y oficiales del 23 Batallón de Infantería, los cuales fueron inicialmente emboscados y lanzaron granadas, el ataque fue repelido por los uniformados, dejando seis delincuentes y un soldado muertos, así como tres sicarios detenidos.
El 14 de marzo del mismo año es asesinado por un comando armado al dirigente de la Organización Agrodinámica Nacional, Armando Villarreal Martha, cuando este se encontraba en su hogar en Nuevo Casas Grandes, resultando herido en el ataque el padre del activista. Villarreal Martha ganó notoriedad en la región debido a su movilización contra la revisión de tarifas eléctricas para consumo agrícola, así como la revisión de varios artículos del Tratado de Libre Comercio de América del Norte. En ese mismo mes, se reportó la masacre en un centro de rehabilitación que dejó como saldo nueve pacientes muertos. 
El 27 de marzo, el Secretario de Gobernación Juan Camilo Mouriño anunció la Operación Conjunta Chihuahua como una estrategia para combatir el crimen organizado en el estado. Ese mismo día miembros de la SEDENA, la Policiá Federal y el Fiscal General Eduardo Medina Mora confirmaron su participación en el operativo. El gobierno envío como refuerzo cerca de 2,026 efectivos del ejército y oficiales de la Policía Federal equipados con 180 vehículos y tres aeronaves, para reforzar las guarniciones militares. Se instalaron dieciséis bases de Operación Conjunta que integran fuerzas del Ejército y de la Policía Federal. Dos días después, tres aeronaves de la Fuerza Aérea C-130's y un Boeing 727 que transportaban 392 efectivos llegaron al Aeropuerto Internacional Abraham González de Ciudad Juárez
y por tierra arribaron más tarde ese mismo día 805 soldados equipados con 116 vehículos pertenecientes a la 3.ª Brigada de Infantería Independiente del ejército.
No fue hasta el 8 de abril, cuando elementos del ejército mexicano irrumpió en el funeral de un narcotraficante conocido como Gerardo Gallegos quien pertenecía al Cártel de Juárez. Se supone que Gerardo Gallegos murió en un tiroteo con grupos rivales en Hidalgo del Parral. El ejército movilizó rápidamente dos unidades, la primera unidad terrestre compuesta por 35 soldados equipados con 4 vehículos militares del 76 Batallón de Infantería, la segunda unidad aérea compuesta por 15 efectivos de la Brigada de Fuerzas Especiales de Fusileros Paracaidistas del ejército equipada con un Mi-17 y un MD 503. La Unidad fue enviada a la zona del cementerio para realizar un reconocimiento, en la zona del objetivo se encontraron hombres armados que abrieron fuego contra los helicópteros, pero no lograron impactar. Los civiles presentes, se dispersaron corriendo o alejándose del tiroteo; simultáneamente la aeronave descendió sobre la zona persiguiendo a los pistoleros mientras en el mismo momento llegó la unidad terrestre y arrestó inicialmente a 30 personas, liberando más tarde a civiles que no tenían relación con los delincuentes, siendo 8 de los asaltantes arrestados, decomisado dos AK-47's, una Carabina M4 y un Rifle Ruger. Entre los detenidos se encuentra el director de la Policía Municipal de Villa Ahumada, Adrián Barrón.
El 11 de mayo es asesinado a tiros al comandante Juan Antonio Román García, mientras regresaba a su casa después de su jornada. Al día siguiente fue detenido Pedro Sánchez Arras, alias "El Tigre" o "El Sol", lugarteniente del Cártel de Juárez (importante cabecilla de la facción Carrillo Fuentes) y responsable del trasiego de droga hacía los Estados Unidos. A pesar de su arresto inicial escapo del penal Centro Nacional de Arraigo de la Procuraduría General de la República el 7 de julio del mismo año, pero fue recapturado un par de días después. En marzo de 2019, fue sentenciado a 40 años y nueve meses de prisión. Seis días después miembros del Cartel de Sinaloa atacaron Villa Ahumada, Chihuahua, y mataron al jefe de policía, dos oficiales y tres civiles, además de secuestraron cerca de diez personas más, adicionalmente tres personas fueron ejecutadas en Ciudad Juárez ese día.
El 16 de agosto de 2008, miembros del crimen organizado asesinan a tiros a 13 personas en el municipio de Creel, Municipio de Bocoyna, habiendo un menor de edad entre las heridas.
El 9 de octubre se reporta la masacre del bar Río Rosas ocurrió en la ciudad de Chihuahua, en la que once personas fueron asesinadas por sicarios vestidos con uniformes de la Policía federal, según reportes iniciales los agresores iban sobre unos sujetos que se perdieron en la multitud. El mismo día se reportó el asesinato del oficial Ramón Francisco Palomares Ramos

El 28 de noviembre del mismo año se reportó el ataque contra un restaurante de marisco, en Ciudad Juárez, dejando como saldo ocho muertos, entre los abatidos se encuentran un funcionario y tres policías. El 8 de diciembre
Una semana después, se registró un ataque a tres sedes policiales en Ciudad Juárez dejando como saldo ocho policías muertos y uno herido. Horas antes en la colonia Obrera sicarios dispararon rifles AK-47 contra dos hombres, matando a uno e hiriendo al otro, minutos después tres individuos fueron ejecutados en la misma calle, y cuadras más adelante aparecieron acribillados otros tres sujetos con heridas en torso y cabeza.

### 2009
El 10 de febrero de 2009 se reportó el secuestro de 9 personas en Villa Ahumada. Luego fueron perseguidos por militares hasta un rancho ubicado a 12 kilómetros al sur de la Garita de Samalayuca, que dejó 21 muertos, siendo uno de los episodios más crudos del operativo. Las víctimas mortales incluyen un soldado, 6 de los 9 prisioneros y 14 agresores que fueron abatidos por el ejército. Este hecho comparte mucho con el ataque del 17 de mayo de 2008, y se presume que los atacantes eran miembros del Cártel de Sinaloa.
Cuatro días después, en el mismo municipio, tropas que patrullaban se enfrentaron a tiros con sicarios de un cártel, dejando tres agresores muertos. Autoridades locales y federales fueron enviados al municipio, debido a la gran presencia del Cártel de Sinaloa en el municipio.
El 20 de febrero el jefe de policía de Ciudad Juárez, Robert Orduna, anunció su renuncia después de que dos agentes de policía fueran asesinados. Los narcotraficantes habían amenazado con matar a un agente de policía cada 48 horas hasta que el jefe renunció. El cambio de mando en la fuerza policial de Juárez se produce a raíz de una campaña de intimidación por parte de un cártel de la droga que tenía a la ciudad fronteriza bajo su control. A Orduna se le atribuye el mérito de reemplazar a la mitad de la fuerza policial de 1,600 personas con nuevos reclutas en un intento de librarla de miembros corruptos.

##### Ataque a convoy del gobernador
El 22 de febrero, un grupo de sicarios atacó un convoy donde era transportado el gobernador de Chihuahua José Reyes Baeza Terrazas, esto mientras se transportaba en el cruce del Periférico de la Juventud y Ortiz Mena, en la capital del estado, cerca de las 12:30 a. m. En el lugar del ataque murió un guardaespaldas, y otros dos fueron heridos. La PGR se encargó del caso debido a la gravedad del atentado, llevando a la captura el 24 de febrero de Eduardo Hérnandez Valdez, un exmilitar adscrito al batallón número 57, ubicado en Iguala, Guerrero, quien ingresó en el Ejército en septiembre de 2001 y causó baja en octubre de 2003. El mismo día, cartulinas con mensajes amenazantes al presidente municipal de Ciudad Juárez fueron abandonados en distintos puntos de la ciudad.
En respuesta a la ola de violencia, el gobierno federal ordenó el envío de 5,000 soldados y 1000 policías federales adicionales de la 11.ª Región Militar y agentes de la policía federal equipados con helicópteros armados, vehículos de transporte y blindados a la zona para poner fin a la violencia. Los refuerzos apoyaron a los 2,500 soldados y policías federales que fueron enviados a principios de 2007.

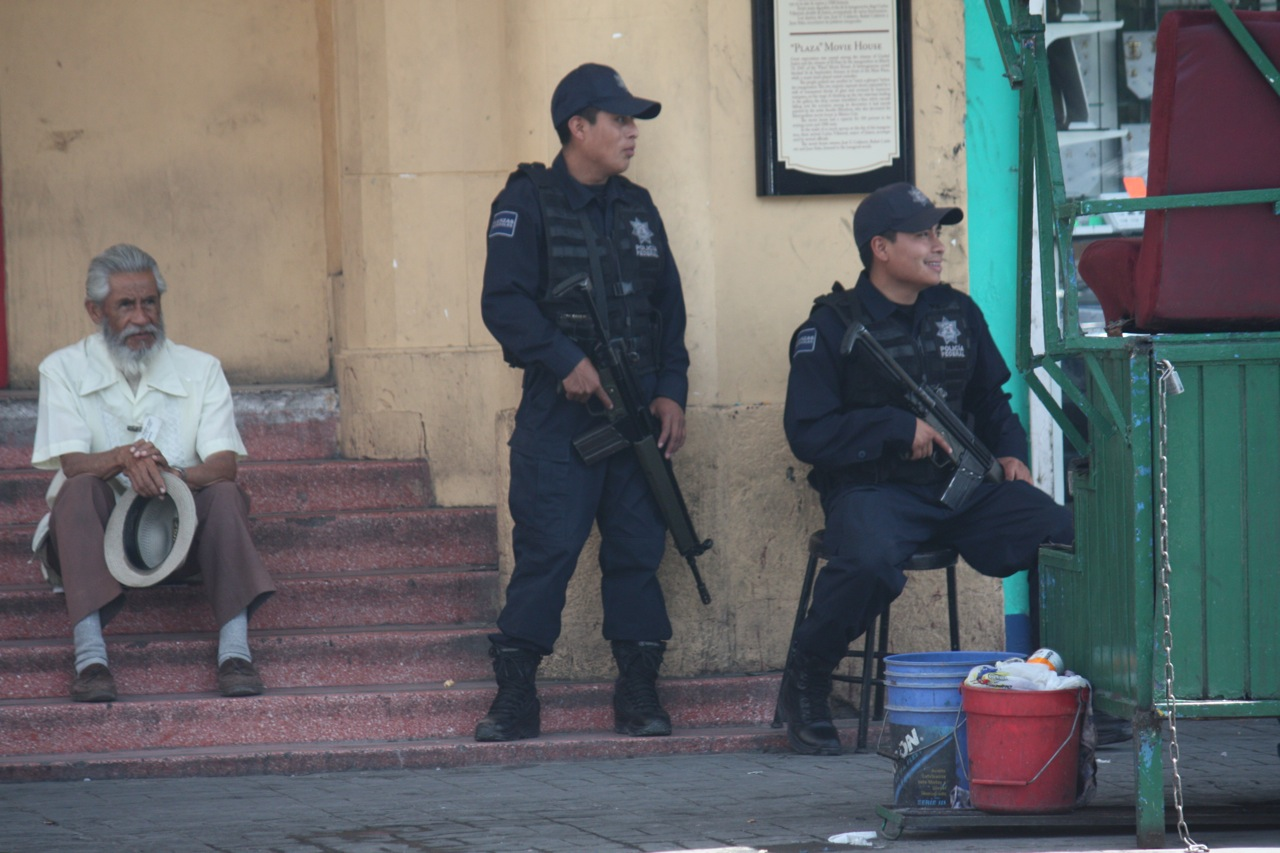
Oficiales de policía en Ciudad Juárez, junio de 2008

El 1 de marzo, de los 5 mil efectivos, 1,800 llegaron a Ciudad Juárez. Las tropas del Ejército arribaron a bordo de 90 vehículos de diversos tipos y se integraron al 20 Regimiento de Caballería Motorizada en el interior de la ciudad, así como otros municipios, ayudando en la implementación de operativos. El 5 de marzo se registra una sangrienta riña en el Centro de Readaptación Social número 3, en el municipio de Juárez, dejando como saldo 20 reclusos muertos y más de siete heridos, siendo protagonizado por miembros de las pandillas Artistas Asesinos y Los Mexicles.
El 18 de marzo, personal militar desarmó a 1,600 policías municipales de Ciudad Juárez. Algunos efectivos municipales fueron utilizados para transportar a los soldados en tareas de patrullaje, ya que ya conocen la zona, a otros los enviaron a casa y se les dijo que no se les pagaría. Este nuevo evento fue aprobado por el presidente Municipal de la ciudad, José Reyes Ferriz. Esta medida para filtrar y desarticular supuestos vínculos dentro de las fuerzas policiales ha sido replicado en varias ocasiones, siendo la más reciente el desarme de oficiales del municipio de Valle de Zaragoza en agosto de 2024.

##### Nueva ola de violencia
El 20 de enero seis cuerpos fueron abandonados en el camino de Santa Ana a Rancho Palacios, del municipio de Santa Isabel, Chihuahua. Los jóvenes habían sido secuestrados
El 19 de marzo, desde la llegada de fuerzas del Ejército y la Policía Federal, Juárez tuvo un respiro ante la violencia. Desde 2008 y la semana anterior a la llegada de las fuerzas gubernamentales la ciudad era reconocida como la más violenta del país con 12 ejecuciones al día.
Cuatro días después de aparente calma, la violencia regresó en Chihuahua cuando se reportó la muerte de dos hombres en un vehículo en la colonia Puerta del Sol, también murió un miembro del personal de la secretaría de tránsito de la ciudad, otros dos civiles fueron reportados como asesinados. El 25 de marzo, en la ciudad de Chihuahua, Salais Juan Gutiérrez, comandante del área de delitos diversos de la Procuraduría General de Justicia del Estado El departamento fue ejecutado por hombres armados. También se reportó la muerte de otros cuatro hombres vinculados al crimen organizado en la ciudad y de uno más en Ciudad Juárez. El 4 de abril, se encontraron seis cuerpos torturados en una orilla del camino de Laguna Guareachi a Yoquivo, en Guachochi.
El Gobernador de Durango Ismael Hernández Deras exigió al gobierno federal el envío de fuerzas de la Policía Federal "totalmente armadas y blindadas" al estado ante el aumento de la violencia ocasionada por los Operativos Conjuntos en Chihuahua y Sinaloa, y 9 hombres fueron encontrados asesinados en la ciudad de Chihuahua. El 11 de junio se registraron 14 homicidios en el estado de Chihuahua.
El 15 de julio se registraron 17 homicidios entre los cuales se registró dos policías ministeriales.
El 2 de agosto, 8 hombres fueron encontrados muertos en Samalayuca y en Ciudad Juárez y uno más en la ciudad de Chihuahua. El 17 de agosto fueron ejecutados ocho personas en el "Bar 77" en Ciudad Juárez. El mes de agosto de 2009, se convirtió en el mes más sangriento de Ciudad Juárez con 338 homicidios en la entidad.
El 2 de septiembre, sicarios irrumpieron en el centro de rehabilitación “Aliviane” ubicado en la colonia Bellavista donde murieron hincadas 17 pacientes y cinco personas más fueron heridas. Esa misma semana 21 personas fueron asesinadas en varios municipios de Chihuahua. Catorce días después se registró una nueva masacre centro de rehabilitación en Ciudad Juárez llamado “Anexo de vida AC”, que acabó con la vida de once pacientes. A finales de septiembre, se registró otra seguidilla de homicidios que dejaron 15 personas muertas, 11 en Ciudad Juárez, los demás ocurrieron en municipios como Cusihuiriachi, y en la carretera que conduce a Delicias.
El 9 de octubre, miembros de la Colonia Le Barón se enfrentaron a balazos con integrantes del Ejército Mexicano en un rancho del municipio de Galeana, dejando como saldo un soldado muerto y doce colonos detenidos, siendo común las versiones contradictorias entre las partes afectadas, las cuales se culpan de comenzar a amedrentar y agredir. 
El 13 de octubre una masacre dejó cuatro muertos ocurrido en un taller mecánico Ciudad Juárez, y otros tres fueron asesinados en diversos ataques violentos, y un policía ministerial fue ultimado a balazos. El 22 de octubre se registraron 10 homicidios alrededor del estado, de los cuales 9 ocurrieron en Ciudad Juárez.

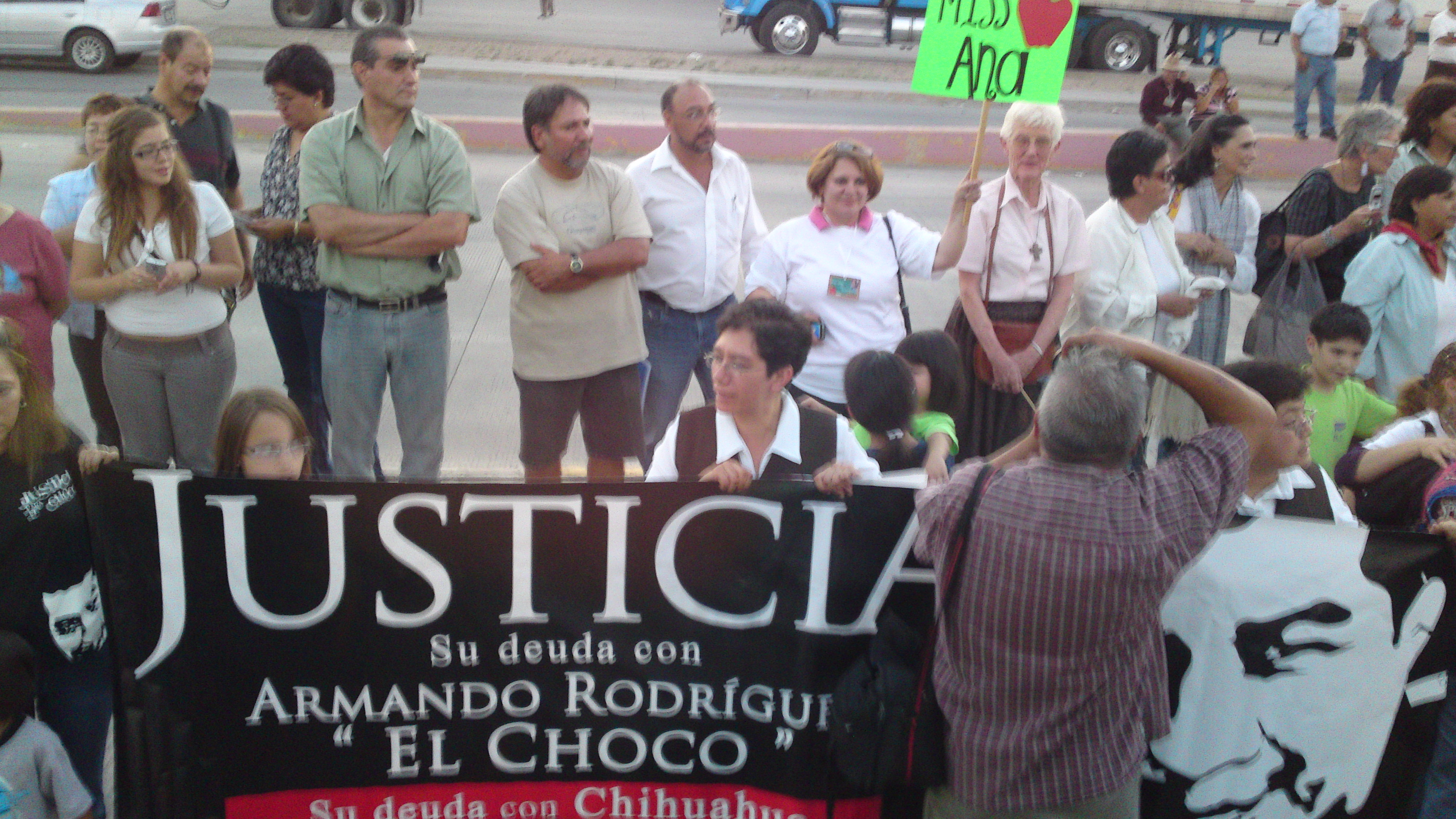
Caravana por la Paz con Justicia y Dignidad en Cd Juárez, recibimiento de los ciudadanos a la caravana

En noviembre, en un bar de striptease en Ciudad Juárez, sicarios irrumpieron y abrieron fuego matando a cinco personas y un aviador estadounidense David Booher Montañez. Booher había sido asignado a la unidad médica del 49th Fighter Wing en la Base Aérea del Holloman en las afueras de Alamogordo, Nuevo México.
En enero de 2010 se confirmó que más 3,500 ejecuciones se registraron en el estado de Chihuahua

### 2010
El 31 de enero de 2010, se registró la masacre de 16 jóvenes fueron asesinados y otros 12 resultaron heridos, el cual fue rápidamente señalado como fracaso del operativo y su propósito de brindar seguridad a los jóvenes. El atentado según autoridades fue perpetrado a órdenes de José Antonio Acosta Hernández alías ´El Diego, el cual cumple su pena en prisión actualmente.
Durante el mes de enero se habían registrado cerca de 300 ejecuciones durante el mes de enero, los cuales 230 ocurrieron en Ciudad Juárez, las cuales resalta el homicidio del comandante Juan Pablo Soria, cuyo atentado dejó cinco heridos más.
El 4 de febrero son detenidos diez delincuentes pertenecientes al Cártel de Sinaloa, esto en una propiedad de Valle de Juárez, Chihuahua, a partir de que se halló una narcofosa con tres cadáveres.
El 27 de febrero se registró un ataque a tiros contra un grupo de estudiantes de la Universidad Autónoma de Chihuahua, el Instituto Tecnológico y el Colegio de Bachilleres del estado, resultando en la muerte del estudiante Miguel Enrique Rojas Medrano de 20 años de edad, y siete jóvenes más, causando indignación el ataque a poco más de un mes de la masacre en Villas de Salvacar, y días antes se registró el ataque a tiros contra la Secundaria Estatal No.19, dejando como saldo pequeños daños materiales. A finales de febrero, se registraron 20 homicidios en la entidad, ocurriendo nueve en Ciudad Juárez.
El 10 de marzo, dos militares que prestaban servicio en la ciudad de Chihuahua, fueron asesinados a tiros en el estacionamiento de la plaza comercial Saucito, mientras que otros dos resultaron heridos. Ese mismo días se registraron otras 22 ejecuciones en el estado. El 13 de marzo se registró una masacre en la localidad de Creel, Municipio de Bocoyna, el cual dejó como saldo ocho muertos, siendo detenido días después Enrique N, alías "El Cumbias", acusado de ser el autor intelectual del atentado, siendo capturado el 13 de diciembre de 2010, donde fue abatido Ever Horacio López Acosta, alias ‘El Ever’, esto en un operativo en Ciudad Delicias. El 'El Cumbias', fue liberado en agosto de 2023, siendo recapturado el 21 de diciembre del 2023, señalado de ser el operador de la organización criminal Gente Nueva, siendo sentenciado a 160 años de prisión por la masacre de 2010. El mismo 13 de marzo fueron asesinados a tiros Leslie Enríquez, empleada del consulado de Estados Unidos, a su esposo, Arthur Redelfs, policía del sheriff de El Paso y el policía Jorge Salcido Ceniceros, cuando estos salían de un cumpleaños infantil en Ciudad Juárez, confundidos inicialmente con miembros de una banda rival. Las primeras detenciones relacionadas al ataque ocurrieron días después a la emboscada. Para marzo de 2011, autoridades estadounidenses habían acusado a 10 delincuentes del Barrio Azteca haber participado el asesinato de la trabajadora consular, además de otros 25 acusados de delitos similares, tráfico de drogas y crimen organizado, y en octubre de 2022, José Guadalupe Díaz Díaz, alias Zorro, de 43 años, de Chihuahua, México, y Martín Artín Pérez Marrufo, alias Popeye, de 54 años, pistoleros del Barrio azteca presentes en el ataque fueron condenados a cadena perpetua por el asesinato de Leslie Enríquez, diez cargos más y 240 meses adicionales de prisión.
El 3 de abril, son abandonados 13 cuerpos en varios puntos del estado, y no fue hasta el 23 de abril donde un grupo de cerca de 30 sicarios de La Línea emboscaron a un grupo de policías que dejó como saldo seis policías federales, una civil adolescente y un delincuente muertos y dos oficiales fueron heridos, esto en el crucero de las avenidas Durango y Santiago Troncoso, en Ciudad Juárez. El 30 de abril, se confirma el hallazgo del cuerpo de un policía federal, el cual tenía un impacto de bala en la cabeza y su torso estaba marcado con una X, siendo abandonado en los alrededores del Hotel Montecarlo de Ciudad Juárez.
En abril de 2010, el ejército mexicano comenzó una salida ordenada de Ciudad Juárez, dejando las labores de vigilancia a la Policía Federal.
Durante el mes de mayo, la violencia sigue afectando al estado con continuas olas de violencia cada vez más organizada, como el homicidio de la jefa de policía Zoe Lara, comandante de la policía ministerial investigadora
ataque a la localidad de El Porvenir, Municipio de Madera, el cual ocurrió el 23 de mayo cuando cerca de 60 sicarios atacaron el pueblo dejando dos personas muertas, y las autoridades fueron notificadas del asalto dos días después. El 20 de mayo se registró un enfrentamiento entre células delincuenciales en el pueblo de Urique, en el municipio homónimo, que dejó como saldo seis sicarios muertos.
El mes de mayo fue registrado como uno de los meses más violentos durante el año en Ciudad Juárez, con cerca de 253 homicidios.

##### Recrudecimiento de la violencia
El 7 de junio, el adolescente Sergio Adrián Hernández Guereca fue asesinado a tiros por el agente fronterizo Jesús Meza jr, un agente de migración de El Paso, mientras se encontraba jugando en el borde del Río Bravo. En febrero de 2020 la Corte Suprema de los Estados Unidos determino en un fallo que la familia de Sergio no tiene derecho a demandar civilmente al agente de la Patrulla fronteriza, sobre todo porque el homicidio ocurrió del lado mexicano.
El 10 de junio de 2010, cerca de 25 sicarios asesinaron a tiros 19 personas en el centro de rehabilitación Fe y Vida, localizado en la capital del estado, encontrándose en el sitio más de 100 casquillos. Según autoridades el centro de rehabilitación estaba ocupado por miembros de Los Mexicles, junto con los Artistas Asesinos, lo cuales han combatido de manera feroz al brazo armado del Cártel de Juárez, La Línea. Durante ese mes también se registró otra masacre en un centro de rehabilitación en el estado de Durango que dejó nueve pacientes muertos.
Cuatro días después, tres policías murieron y uno más fue herido, cuando fueron emboscados en la capital chihuahuense, mientras realizaban labores de vigilancia. El mes de junio cerró con más de 303 ejecuciones en Ciudad Juárez.
El Primero de julio se confirmó el asesinato de Sandra Ivonne Salas, subprocuradora de Control Interno, Análisis y Evaluación de la Procuraduría General de Justicia del Estado (PGJE) de Chihuahua y un guardaespaldas fueron asesinados a tiros, y otro más resultó herido en una emboscada ocurrida en Ciudad Juárez.
No fue hasta el 8 de julio fueron asesinados cinco personas del bar "El Potrero", las víctimas tres mujeres, que se desempeñaban como meseras del lugar fueron ejecutadas, junto a dos hombres (uno de ellos en silla de ruedas), después del ataque, los sicarios huyeron del sitio, mientras que en la escena nueve personas fueron lesionadas.
El 16 de julio se reportó la explosión de un coche bomba al paso de un convoy de la policía federal, dejando como saldo dos oficiales, un civil y el doctor Guillermo Ortiz muertos. Autoridades mencionaron que el ataque fue en represalia a la detención Jesús Armando Acosta Guerrero, El 35, presunto líder operativo de La Línea. Días después, elementos de la Secretaría de Defensa Nacional decomisaron 25,9 kilos de Tovex (el mismo utilizado en el atentado), 900 gramos de alto explosivo Detagel, así como armas largas, equipo táctico y 40 kilos de marihuana.
El atentado ocurrió momento después de la ejecución de dos mujeres a unas cuadras del sitio, además de que autoridades habían arrestado y presentado con pruebas falsas a cinco jóvenes, y no fue hasta agosto del mismo año que fue detenido Noé Fuentes Chavira, el cual fue señalado de ser uno de los autores intelectuales del ataque. No fue hasta el 22 de julio cuando un grupo de sicarios atacaron a un convoy de militares cerca de la ciudad de Madera, siendo repelido el ataque, y abatiendo a ocho delincuentes en el enfrentamiento.
El primero de agosto se registraron cerca de 21 homicidios en el estado, once de ellos ocurriendo en Ciudad Juárez. El 9 de agosto se reportó el hallazgo del cuerpo descuartizado de un policía federal ubicado entre las calles Antonio M. Bucareli y calle Hongo del fraccionamiento Campestre Virreyes, en Ciudad Juárez, junto a este hallazgo se reportaron 15 homicidios, los cuales cinco ocurrieron en Ciudad Juárez, cuatro en Hidalgo del Parral y los últimos en la localidad de Palomas de Villa, Municipio de Ascensión.
El 10 de agosto, se reportó el ataque a tiros en una funeraria localizada en Ciudad Juárez, dejando como saldo tres personas muertas y dos heridas, y al día siguiente dos sujetos que habían sido malheridos, fueron asesinados a tiros en un hospital del IMSS en Ciudad Juárez. Combinado con otros hechos de violencia en la ciudad, dejaron como saldo total 13 muertos ese día.
El 17 de septiembre, un grupo de sicarios atacó a tiros a los asistentes del antro V-Bar, dejando como saldo ocho muertos y dos heridos. El 24 de septiembre, el recién electo presidente municipal de Gran Morelos Ricardo Solís Manríquez fue atacado a tiros mientras se encontraba en un restaurante en la carretera Chihuahua-Cuauhtémoc, ubicado en el kilómetro nueve. A pesar de haber recibido dos disparos en la cabeza, el edil toma posesión en su cargo en noviembre de 2011.
El 14 de octubre del mismo año se registró un ataque a tiros contra un grupo de custodios cuando se dirigían al domicilio al comandante Jesús Miguel García de la Cruz, jefe del Grupo Especial de Respuesta Inmediata, esto en la capital chihuahuense, ese mismo día es acribillado el exmilitar Pablo Santa Cruz Castillo, el cual había desempeñado como comandante de la Policía Judicial Federal.
El 24 de octubre, se registró una masacre en una fiesta en un domicilio de la colonia Horizontes del Sur, en Ciudad Juárez, la cual dejó un saldo de 14 muertos y cerca de 19 heridos, el cual según autoridades mencionaron que el ataque fue dirigido a un sujeto apodado "El Ratón" o "El Mouse". Cinco días después se registró un ataque contra un grupo de jóvenes que estaban por inaugurar un bar en la capital Chihuahuense, dejando como saldo cuatro muertos. El mismo día se reportó el ataque a tiros contra dos camiones que transportaban trabajadores, los cuales cruzaron una vialidad en la cual se instaló un retén de criminales, dejando como saldo cinco trabajadores muertos y 15 heridos. El 21 de octubre se registró una masacre que dejó cinco personas muertas y tres más heridas al sur de Ciudad Juárez.
El 2 de noviembre se registró el asesinado de tres ciudadanos estadounidenses, incluidos un menor de edad, los cuales venían de la ciudad de El Paso, y paralelamente miembros de la policía federal hirieron a tiros a un estudiante de la Universidad Autónoma de Ciudad Juárez. Siete días después sicarios atacaron a tiros a un oficial de policía y su hija en la capital chihuahuense. 
El 2 de noviembre son asesinados dos estudiantes, uno de ellos siendo estudiante de la Universidad de Texas en El Paso, después de ser atacados a tiros en Ciudad Juárez, a un kilómetro de territorio estadounidense.
El 3 de noviembre en la localidad de Valle de Juárez, Ciudad Juárez, tres personas fueron asesinadas a tiros y otras tres fueron heridas gravemente. Según autoridades las víctimas venían de visita desde la ciudad de El Paso.
El 10 de noviembre se registró un ataque armado contra una familia, que dejó como saldo una camioneta volcada y tres personas muertas, en la localidad de San Isidro, Juárez. El día 10 el director de la Secretaría de Seguridad Pública de Balleza, Armando Sánchez Sánchez, el cual fue atacado a tiros en la comunidad de La Magdalena donde murieron cuatro personas, resultando gravemente herido el jefe policiaco.
En esas fechas, grupos de la delincuencia organizada empezaban a extorsionar escuelas y fraccionamientos. En enero de 2013, el director fue detenido.
El 14 de noviembre, se registró un ataque a tiros contra un bar llamado "Desesperados" en Ciudad Juárez dejó como saldo cinco muertos y nueve heridos.
El 25 de noviembre es atacado a tiros la estación de policía de la colonia Granjas de Chapultepec en la capital chihuahuense dejando como saldo de un comandante y tres oficiales de la policía federal heridos.
Cinco días después, militares hallaron 18 cadáveres en una serie de fosas clandestinas encontradas en Puerto Palomas, siendo localizadas gracias a información dados por delincuentes aprendidos. 
Ese mismo día es asesinada a tiros la primera directora de Seguridad Pública del municipio de Meoqui, Hermila García Quiñones, ha sido asesinada por un grupo de hombres armados cuando se dirigía a su lugar de trabajo.
El 6 de diciembre es atacado a balazos el centro de rehabilitación "Liberación y Adicciones", en Ciudad Juárez, dejando como saldo tres internos muertos y siete heridos, mientras que en toda la entidad se registraron un total de 18 homicidios ese día. Ese mismo día, un convoy armado intento liberar a Ernesto Alfredo Piñón de la Cruz alías "El Neto", César Vega Muñoz, alias "El Chilin", el cual solo huyó un tercer detenido, y durante el fuego cruzado "El Neto" fue herido de un disparo en la cabeza.
El 10 de diciembre, un comando armado cerró una parte de la carretera Ciudad Cuauhtémoc-Chihuahua, en la sección de Cuauhtémoc ejecutando a seis masculinos e hiriendo a otros nueve. Ese mismo día siete personas fueron asesinadas en Ciudad Juárez y dos más en Chihuahua. 
En ese mismo mes es detenido “El Cumbias”, señalado de ser uno de los principales artífices de la Masacre de Creel.
El 27 de diciembre se registra el asesinato del empresario local Héctor Dionisio Palma Alemán, cuando salia del bar "Rocas" ubicado en la cabecera de Hidalgo del Parral. El mismo día es hallado en un terreno de la ciudad de Camargo, a la altura del relleno sanitario tres personas ejecutadas, además de casquillos percutidos. La fiscalía general de Chihuahua indicó que las osamentas desmembradas se hallaron en un radio aproximado de 100 metros. Tres días después un ataque armado en la colonia Lomas del Florido dejó un muerto y 2 heridos esto en la ciudad de Camargo, en la zona centro-sur del estado, informó la Fiscalía General del Estado.

### 2011
El 3 de enero de 2011, fue asesinado dentro de un hospital de la Cruz Roja un hombre que era atendido por una herida de bala, además de que un trabajador del sitio fue herido. El 6 de enero fue asesinada Susana Chávez Castillo, reconocida activista y escritora, activa durante la época de feminicidios que azotó Ciudad Juárez en los años 90.
El 15 de enero, se registra el homicidio de un custodio de la Penitenciaria Estatal de Chihuahua, esto cuando se dirigía a su lugar de trabajo. Ese mismo día se registraron 14 homicidios en el estado de Chihuahua, de los cuales ocho ocurrieron en Ciudad Juárez. Dos días después se registra un ataque a tiros contra el Centro de Readaptación Social (Cereso) de Aquiles Serdán, Chihuahua, lo cual provocó la huida de 12 reos, de los cuales uno fue recapturado. En ese mismo penal se siguieron registrando incidentes de alto impacto, siendo a mediados de marzo encontrados sin vida dos reos que eran hermanos,
y dos semanas después se confirmó la muerte de dos reos siendo ultimados con armas punzo cortantes.
El 24 de enero se registró una masacre en un campo de futbol construido dentro del programa social Todos somos Juárez, en Ciudad Juárez, dejando como saldo siete jóvenes muertos y dos heridos, además de otros cinco homicidios que ocurrieron ese día en distintos puntos de la ciudad. Según reportes posteriores, el ataque iba dirigido a un narcomenudista que operaba en la zona.
Dos días después se registraron 16 homicidios en el estado de Chihuahua, resaltado el asesinato de un custodio del penal de Ciudad Juárez cuando se dirigía a su lugar de trabajo, y un fuerte enfrentamiento ocurrido en una casa de seguridad a las afueras de la cabecera de Gran Morelos, y después de una hora de enfrentamiento fue abatido Miguel Ángel Guzmán Fernando, ‘El Güero’ y cuatro de sus sicarios detenidos (algunos de ellos heridos). Ese mismo día es asesinado un custodio del alcalde de Ciudad Juárez a pesar de haberse identificado.
El 10 de febrero se registró la muerte de una menor de ocho años, víctima de un fuego cruzado ocurrido en la comunidad de Bahuichivo, municipio de Urique,
Tres días después se registró una masacre en un taller de carrocería ubicado en Ciudad Juárez, dejando como saldo cuatro jóvenes muertos, tres heridos y dos personas en estado crítico por un ataque de nervios. En la semana anterior al multihomicidio se habían registrado cerca de 5 homicidios. Dos días después, es incendiada la casa de la madre de Josefina Reyes Salazar, activista por los Derechos Humanos que fuera asesinada en enero del 2010. La casa de la activista se encontraba a 100 metros de un puesto militar.
El 13 de marzo se registró una masacre en la capital chihuahuense, la cual dejó como saldo siete masculinos ejecutados, mientras estaban reunidos en el jardín de una casa, en el lugar fueron hallados más de 100 casquillos de tres diferentes armas. El 21 de marzo es asesinado a tiros  agente antidrogas de la Fiscalía General del estado, hiriendo a una mujer que se encontraba cerca.
El 25 de marzo es asesinado a tiros agente de la policía estatal de Chihuahua y otro más resultó gravemente herido (además de otros 8 homicidios en la entidad ese día), días después del arresto de dos miembros que transportaban armas y dinero a la frontera con los Estados Unidos.
El 30 de marzo, son asesinadas a balazos la comandante de delitos patrimoniales de la fiscalía general del estado de Chihuahua, Brenda Carrillo González y a su hija de cinco años, mientras salían de su vivienda en la colonia Panorámico, esto en la capital chihuahuense. A final de mes se había registrado el homicidio de 16 agentes de policía en toda la entidad durante los primeros seis meses del gobierno de César Duarte Jáquez.
El primero de abril se registró una masacre en el bar “El Castillo” en Ciudad Juárez, dejando como saldo diez civiles muertos y dos heridos. Una semana después, se registró un ataque a tiros contra dos jóvenes durante un supuesto retén de la policía federal, esto en las afueras de la ciudad de Cuauhtémoc. 
El 22 de abril se registró un ataque a una brigada de custodios del Centro de Readaptación Social para Adultos Estatal en la colonia Granjas Santa Elena, en Ciudad Juárez, el cual dejó un muerto y tres heridos, y horas después dos sicarios fueron arrestados por oficiales de la Secretaría de Defensa Nacional.
El 27 de abril se confirmaron dos ataques a tiros en Ciudad Juárez, el primero ocurrido en la colonia Tierra Nueva (cercano a la colonia Villas de Salvacar) dejando dos civiles muertos y dos más heridos, y momentos después dos policías que se movilizaban en una motocicleta, dejando como saldo a ambos oficiales muertos. Al día siguiente se registró un ataque las instalaciones de la policía municipal de Gran Morelos, dejando como saldo tres policías y un civil muertos.
Durante este mes de ese año se reportaron días violentos como el 11 de abril, el cual se contabilizó once muertos, y durante el fin de semana del 24 y 25 de abril se registraron cerca de 40 homicidios, cifra también alcanzada en febrero del mismo año.

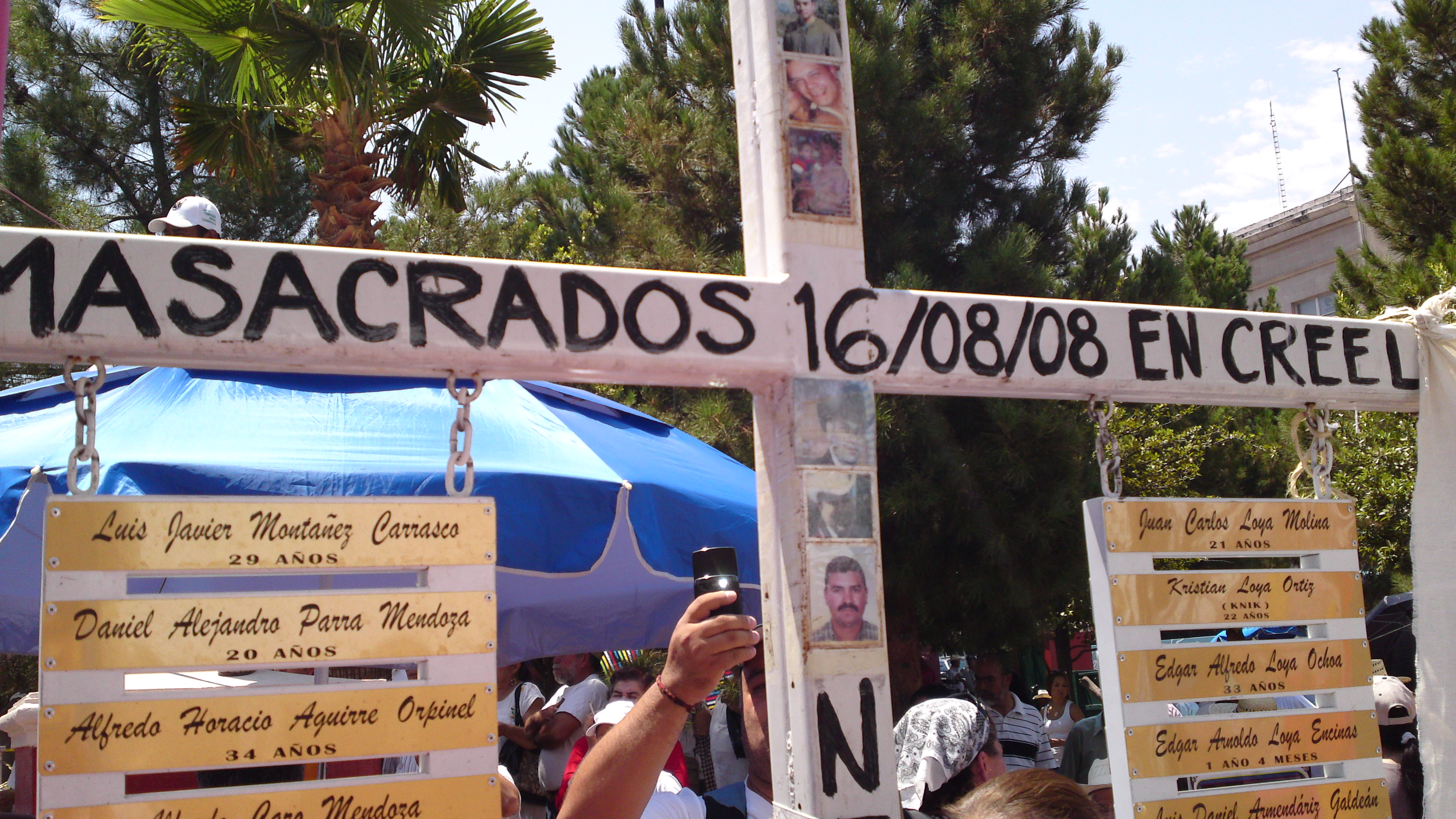
Parte de la Caravana por la Paz con Justicia y Dignidad en Chihuahua, junio de 2011

El 5 de junio se registró una jornada violenta que dejó cerca de 24 muertos en Chihuahua (tan solo en la capital se reportaron seis muertos), y en otros municipios como Juárez, Camargo y Batopilas. Una ola de violencia dejó como saldo cinco y una gran cantidad de heridos, destacando el asesinado de una mujer embarazada, el ataque contra una gasolinera kilómetro 7.5 de la carretera Chihuahua-Aldama y después de cargar gasolina, atacaron el sitio, provocando una explosión en el sitio.
El 17 de junio es detenido Marco Antonio Guzmán Zúñiga, alias "El Brad Pitt", señalado de ser uno de los principales perpetradores del ataque con coche bomba en julio de 2010. El 20 de junio, se registró un ataque en la colonia 3 de mayo, en la capital chihuahuense, dejando como saldo tres muertos y cuatro heridos.
Dos días después, la  directora sustituta de seguridad pública del municipio de Praxedis G. Guerrero fue herida gravemente en un ataque con arma blanca, lo cual la dejó gravemente herida a ella, su esposo y su hijo menor de edad, pero logrando recuperarse.
El 6 de julio se registró un ataque a tiros contra las instalaciones de las oficinas de Averiguaciones Previas y de la Fiscalía General del Estado, dejando únicamente daños materiales. Dos días después, se registró el ataque al bar "El Potrero", que dejó como saldo tres hombres y dos mujeres muertas.
Este mes se registró uno de los peores motines de la historia reciente de Chihuahua ocurrido lunes 25 y el martes 26 de julio de 2011, siendo señalada las versiones de rencillas entre el Cártel de Juárez y el Cártel de Sinaloa, y otras versiones refieren  a un intento de fuga masiva de integrantes de Artistas Asesinos. Después de seis horas de motín se confirmó que cerca de 17 reclusos fueron asesinados y más de 150 resultaron heridos, siendo confirmado que los internos tenían acceso a su propio arsenal, además que la sección de prisión preventiva tenía un sobrecupo de reos. No fue hasta octubre del mismo año, que autoridades decomisaron parte del arsenal usado en el motín, el cual estaba resguardado en las instalaciones de la prisión municipal.
El 27 de julio se registró a tiros contra el entonces oficial de policía Julián Leyzaola, siendo un confuso incidente de fuego amigo, donde elementos de la policía federal.
El 31 de julio es detenido José Antonio Acosta Hernández alías "El Diego", líder de La Línea, señalado de ser uno de los principales generadores de violencia de la región, siendo responsable de la muerte de cerca de 1,500 personas.
El 7 de agosto, el coordinador del Distrito Centro de la Secretaría de Seguridad Pública Municipal Víctor Nazario Moreno Ramírez fueron emboscados mientras circulaban en el bulevar Juan Pablo II de Ciudad Juárez, Chihuahua, matando al jefe policiaco y su escolta, hallando cerca de 200 casquillos en la escena del crimen. Después de varios meses de investigaciones, tres policías del Grupo Delta de la policía municipal de Ciudad Juárez fueron acusados, comenzando su juicio en agosto de 2014.
El 9 de agosto se registró un ataque a tiros a la comandancia de Gómez Farías, dejando de lado leves daños materiales, y tres días después, desde dos camionetas abrieron fuegos cinco muertos y un menor herido en la capital chihuahuense que dejó cinco personas muertas y un menor de edad herido. Otro ataque a un bar se registró el 26 de agosto en el bar "Michoacán", que dejó un indeterminado número de heridos en el lugar y una mujer que sufrió una crisis nerviosa.
A principio de mes, cerca de 26 policías municipales de Ascensión renunciaron por el asesinato de dos de sus compañeros, haciéndose a cargo de la seguridad del municipio, elementos de la policía federal y estatal. El 16 de agosto se registró un ataque a tiros contra un negocio expendedor de cerveza localizado en la zona deorada de la capital chihuahuense, dejó como saldo cuatro guardias muertos y un civil herido. En el lugar había sido ejecutado hace dos días un jefe de la Policía Ministerial. El 25 de agosto, civiles armados dispararon contra un grupo de personas que esperaban la salida de sus hijos en la escuela primaria Ricardo Flores Magón, en la colonia Anapra de Ciudad Juárez, dejando como saldo un adolescente de 16 años muerto y cuatro mujeres y un hombre heridos.
Durante el día de independencia de México, se registró un total de 8 homicidios en la capital chihuahuense. Del viernes 23 de septiembre al lunes 26 se registró una ola de homicidios que dejó 35 personas sin vida, 16 de las cuales ocurrieron en Ciudad Juárez. Días después (9 de octubre), Ramón Neftalí Payán Ochoa, subjefe Operativo de Seguridad en el municipio de Meoquí, fue asesinado en una emboscada mientras se desplazaba en carretera.
El 11 de octubre, tres agentes de la división antiextorsión fueron asesinados en frente de una secundaria en Ciudad Juárez, dejando además a un estudiante herido. Diez días después se registró una masacre en la colonia Eco-2000 de Ciudad Juárez que dejó como saldo cinco muertos y tres heridos de gravedad.
El 8 de noviembre el comandante de la Policía Estatal Única de Chihuahua Carlos González fue asesinado a tiros junto a su hija y esposa, mientras que dos niños resultaron heridos de gravedad, en un ataque sucedido en la capital chihuahuense.
Al día siguiente se registra el ataque contra el comandante de la Secretaría de Seguridad Pública del municipio de Balleza Armando Sánchez Sánchez, mientras se desplazaba en la comunidad de "La Magdalena", mientras que otro ataque en Hidalgo del Parral dejó cuatro muertos sin identificar
El 2 de diciembre, es atacada a tiros Norma Andrade, activista dirigente del grupo Nuestras Hijas de Regreso a Casa, esto después de que saliera de su lugar de trabajo en Ciudad Juárez, despertando el repudio de la sociedad y organizaciones de derechos humanos. El 8 de diciembre un ataque a tiros contra una ambulancia del IMSS dejó como saldo cuatro personas murieron y una quedó herida, esto después de que tres vehículos emboscaron y atacaron la ambulancia mientras transportaba a cuatro personas, desde el municipio de Nuevo Casas Grandes.
Cinco días después son atacados miembros de la secretaría del ayuntamiento de Gran Morelos, siendo emboscados el director de seguridad pública del municipio de Gran Morelos, Miguel Ángel Gómez Carrera, de 28 años, resultando en la muerte de dos oficiales, e hiriendo a su esposas y dos hijos,  cerca de las 9:10 p. m. en el centro del municipio.
El 27 de diciembre se registró un ataque en la comunidad de El Mimbre en Valle de Juárez, donde hombres armados ingresaron a la comunidad disparando contra la población civil, incendiando edificios y quemando casas.
Durante todo 2011 se registraron 3,238 homicidios en toda la entidad, centrándose 1,208 homicidios tanto solo en el Municipio de Juárez.

## Consecuencias
Para julio de 2009, el recuento de muertos en Juárez superó los 1.000, lo que supone una aceleración con respecto al año 2008. Esta marca no se alcanzó en 2008 hasta más de dos meses después: el 16 de septiembre.
A pesar de esto, la ciudad permaneció atractiva para distintas organizaciones y empresas, las cuales veían en la ciudad la antesala al mercado estadounidense, dedicándose a la manufactura de distintos productos y siendo una fuente de empleos y la entrada de divisas en el norte del país. Según la ONG Mexicanos en el Exilio confirmó que durante el tiempo que estuvo activo el operativo 250 activistas de Ciudad Juárez pidieron asilo en Estados Unidos. Según la Fiscalía General de Chihuahua, del año 2005 a 2011 se registraron 16,456 homicidios dolosos, siendo un promedio de cerca de 4,000 mil víctimas por año en el estado, siendo los municipios más afectados Juárez, Praxedis G. Guerrero, Guadalupe, Ascensión, Galeana, Nuevo Casas Grandes y Ahumada.
A pesar de la violencia inicial sufrida en el estado en 2012, el municipio de Ciudad Juárez apenas registro 751 homicidios en 2012, lo que significa 1,3 homicidios al día.